# Kakhandki, Jevargi
Kakhandki là một làng thuộc tehsil Jevargi, huyện Gulbarga, bang Karnataka, Ấn Độ.